# 흙토람
흙토람은 농촌진흥청 국립농업과학원에서 운영하는 농업토양정보시스템(ASIS)이다. 토양도의 속성정보와 필지별 토양검정정보 등을 인터넷을 통하여 제공함으로써, 토양에 대한 정보를 농업인을 비롯한 일반인이 쉽게 활용할 수 있도록 보급하는데 그 목적이 있다. 국립농업과학원, 국립식량과학원에서 토양조사한 자료와 시·군 농업기술센터에서 토양시료를 채취, 분석한 필지별 토양검정정보를 서비스하고 있다.